# Génis
Génis är en kommun i departementet Dordogne i regionen Nouvelle-Aquitaine i sydvästra Frankrike. Kommunen ligger i kantonen Excideuil som tillhör arrondissementet Périgueux. År 2022 hade Génis 508 invånare.

## Befolkningsutveckling
Antalet invånare i kommunen Génis
Referens:INSEE